# John Trudgen
John Trudgen, né en 1852 et mort en 1902, est un nageur britannique. Il est connu pour avoir importé en Angleterre un nouveau style de nage.
En voyage à Buenos Aires (Argentine) vers 1863, il est initié au style de nage des indigènes. En 1873, il remporte un championnat de natation en Angleterre en utilisant ce style de nage, connu ultérieurement comme nage trudgeon (ou trudgen). Ce style novateur en Europe avec des retours de bras aériens, eu une forte influence sur l'évolution des nages (crawl).